# Nørre Bork
Nørre Bork is een plaats in de Deense regio Midden-Jutland, gemeente Ringkøbing-Skjern, en telt 224 inwoners (2008).Het dorp ligt aan de opgeheven spoorlijn tussen Nørre Nebel en Tarm. Het stationsgebouw is bewaard gebleven.